# 웹 영화
웹 영화(web film←웹 필름)는 인터넷을 매개로 하여 만들고 이러한 제약을 염두에 두고 만든 영화이다. 이 용어는 시네마나 텔레비전 등 다른 매체를 위해 만들어진 콘텐츠를 가지고 월드 와이드 웹 호환 형식으로 변환하는 등의 인터넷용으로 만든 콘텐츠와는 구별하기 위해 사용된다. 웹 영화는 뉴 미디어의 한 형태이다.

## 개요
웹무비를 말하려면 중국에서 시작된 웨이디엔잉(微影)을 참고해야 한다. 마이크로영화, 작은 영화라는 뜻인데 한 때 한국에서도 유행한 UCC에 스토리텔링의개념을 결합했다고 보면 된다. 그 웨이디엔잉에 PPL등으로 협찬이 들어오면서 10~20부 분량의 시리즈가 나타나기 시작했다. 전체 상영 시간 네 시간 미만의 이야기, 영화 한두 편에 해당하는 분량의 이야기가 웹무비인 것이다.

### 뉴미디어로서의 웹무비
웹무비는 인터넷 네트워크와 영화가 합쳐진 뉴미디어라고 할 수 있다. 미디어 학자들은 미디어 소비에서 청중의 생각에 대해 오랫동안 논의해 왔다. 영화와 TV에 대한 연구는 '시청자' 또는 '소비자'의 관중의 개념을 스스로 제공하는 반면, 새로운 미디어 콘텐츠는 '사용자'의 관중의 개념으로 기울어진다. 역사적으로 미디어는 소수의 미디어 프로듀서들에 의해 만들어지고 공급되어 왔고 콘텐츠는 독점적이고 종종 정치적인 전문 산업들을 통해 고도로 통제되었다. 웹 2.0 애플리케이션으로의 전환으로 미디어 산업은 미디어 생산과 유통 모두에서 큰 패러다임의 변화를 경험했다: "새로운 미디어와 오래된 미디어의 교차점에 공간을 차지하고 있는 시청자들은 문화 내에서 참여할 권리를 요구하고 있다." 이러한 관여 욕구의 결과는 일반인이 직접 미디어 콘텐츠를 만들어 배포하고 다양한 의견과 관점의 문을 열 수 있는 공간, 즉 사용자가 만든 콘텐츠이다. 뉴미디어의 특징으로는 상호작용, 하이퍼텍스트적, 네트워크로의 연결, 디지털이 있다.

### 장점
무엇보다 젊은 세대, 특히 스마트폰과 태블릿 등을 주로 사용하는 10~30대와 소통할 수 있다는 점이 웹무비의 장점이다.
영화나 지상파 프로그램에 비해, 웹무비는 콘텐츠의 완성도에 대한 집착을 버리고 신선한 소재와 표현을 시도하기가 쉽다. 배우들도 지명도에 연연하지 않고 신선한 얼굴을 기용할 수 있다.

## 형식
인터넷에서 볼 수 있는 영화의 형태는 크게 3가지로 볼 수 있다:
| 형식                                                       | 설명                                                                                     | 기능 정의                                                                     | 예                                                    |
| ---------------------------------------------------------- | ---------------------------------------------------------------------------------------- | ----------------------------------------------------------------------------- | ----------------------------------------------------- |
| 전통적인 프로모션                                          | TV/영화를 위해 사용되는, 동일한 제작 방식과 기술을 가지고 촬영한 디지털화된 버전의 영화. | 35mm나 고해상도 디지털 영상인 경우. (웹에서의 경우 보통 높은 압축을 한다.)    | 영화 예고편 온라인, 이를테면 《반지의 제왕》 예고편.  |
| 인터넷용으로 만들어진 영화는 아니지만 인터넷을 통해 배포됨 | 배포를 위해 인터넷의 이점을 취하는 영화.                                                 | 큰 파일인 경우가 많으며 스트리밍이 아닌 다운로드를 위해 설계됨.               | 파일 공유 공동체에서의 단편 영화 《405》 또는 개봉판. |
| 웹 영화                                                    | 인터넷을 매개로 하고 이러한 제약을 염두에 두고 만든 영화.                                | 플래시나 애프터 이펙트와 같은 인터넷 및 컴퓨터 기술과 조화를 이루며 만들어짐. | 단편 영화 《디스턴스 오버 타임》(Distance Over Time). |

## 한국 웹무비

### 작품 예시
- 핑건
총 40분
손가락에서 총이 발사되는 남자가 기억을 되찾으며 악을 엄벌하는 이야기 유튜브 채널 '고몽'에서 연재하는 오리지널 시리즈 세계관 손의신의 첫 에피소드
감독: 고몽
출연진: 고몽, 이로운, 신학상 

- 특근[7]

총 36분
대한민국 전역을 점령한 괴생명체에 반격하는 특수 요원들의 반격과 사투를 그린 SF 추격액션 블록버스터
감독: 김건
출연진: 주원, 김강우, 김상중
- 조선농민사전[8]

총 1시간 11분
조선시대 고서를 발견 후 미래 식량의 대안으로 곤충에 대한 다큐멘터리를 완성해가는 이야기
감독: 이상기
출연진: 이주빈 정재진
- Fairytale in life[9]

총 41분
'일상에선 절대 일어나지 않을 것 같은 판타지, 동화 속 이야기를 일상으로 끌어오면 어떨까?'라는 상상을 표현한 작품
감독: 김다은
출연진: 김다은
- 발자국소리[11]

총 1시간 17분
커피숍을 중심으로, 상처와 비밀을 지닌 사람들이 서로의 상처를 보듬어 안아주고, 이해하며 치유해가는 과정을 그린 아름답고 따스한 이야기
감독: 이현하
출연진: 구하라, 지일주
- 독고리와인드[12]

총 3시간 31분
전설의 웹툰 '독고'의 프리퀄로, 각기 다른 삶을 살아온 세 남자가 학교 폭력에 대항하기 위해 하나로 모이는 스토리의 스타일리시 액션 모바일 무비
감독: 최은종
출연진: 오세훈, 강미나, 조병규, 안보현
- 숨길 수 없어요[13]

총 20분
재채기를 하면 자신이 머리 속에 떠올린 곳으로 강제로 순간이동을 하게 되는 초능력을 지닌 남자와 연인의 초능력을 신기해하지만 재채기를 할 때마다 사라지는 연인의 모습에 버려졌다는 생각을 하며 실망하는 여자의 이야기를 그린 로맨틱 코미디.
감독: 김주원
출연진: 주우재, 이호정
- 개들의 침묵[15]

총 20분
젊은 시절, 불합리한 나라와 맞서던 호성. 시위현장에서 아내를 잃는 것도 모자라 한쪽 다리와 목소리를 못쓰게 된다. 그렇게 시간이 흐른 어느 날, 아내의 제사를 준비하러 밖으로 나가게 되는 호성. 본의 아니게 도심에서 일어난 시위현장에 휩싸이게 되고, 그곳에서 하나뿐인 아들과 마주하게 되는데
감독: 박현철
출연진: 김뢰하, 김성철, 이현욱, 박세진
- 결혼식[17]

총 20분
청각 장애인 지환이 고등학교 동창 친구의 결혼식장에 찾아가 겪는 뒷이야기를 담담하게 풀어낸 작품.
감독: 효민
출연진: 손호준, 손석구

개봉 예정
- 안나, 마리

인간의 삶은 AI 로봇으로 대체되어 가고 있다. 소속사에서 퇴출된 아이돌 가수 ‘안나’, 인간의 마음을 사로잡은 휴머노이드 아이돌 ‘마리’. ‘안나’는 더 이상 무대 위에 설 수 없게 되고 인간과 휴머노이드의 경계는 무너졌다. 과연 이들은 함께 공존할 수 있을 것인가..?
감독: 고충길, 정범연
출연진: 백아연, 김지성

### 국내 웹무비 채널
국내 웹무비를 볼 수 있는 채널은 V 스크린, 플레이리스트, 고몽, 디렉터스TV 등이 있다.
V 스크린은 기존 영화관에서는 쉽게 만나기 어려운 국내외 영화제 출품작 및 우수작과 같은 국내 독립영화와 웹무비 등을 소개하는 채널이다.
올해 전주 국제 영화제 한국 단편 경쟁부문에서 대상을 받은 권예지 감독의 ‘동아’와 심사위원 특별상을 수상한 조현민 감독의 ‘종말의 주행자’ 등 총 17편이 공개됐다.
네이버는 추후 다양한 장르의 국내외 영화제 출품작 및 웹무비들을 지속해서 소개해나갈 예정이라고 밝혔다. 전주국제영화제 김영진 수석 프로그래머는 “영화제 출품작들의 짧은 상영에 따른 아쉬움을 V 스크린에서 해소할 수 있을 것으로 기대된다”고 말했다.
플레이리스트는 웹드라마 '연애 플레이리스트' 시리즈, '에이틴' 등으로 1020세대의 열렬한 반응을 이끌어낸 컨텐츠 채널이다.
플레이리스트에서 처음으로 웹무비 '브로젝트'를 2018년 12월 29일 선보였다.
고몽은 유튜브 영화 리뷰채널로 시작한 100만 구독자 채널이다. 2020년 1월부터 '모든 초능력은 손에서 나온다.'라는 캐치프레이즈로 손의신 세계관 웹무비를 연재하기 시작했다
다른 채널들과 구분되는 것은 SF라는 장르를 연재하고 CG와 액션, 기발한 기획을 통해 인기급상승 중인 웹무비 채널이다.
YG케이플러스 웹무비 프로젝트 '디렉터스TV'라는 채널은 유튜브에서 찾아볼 수 있다.
'결혼식', '개들의 침묵', '숨길 수 없어요', '저 사람' 등 여러 편의 웹무비들을 감상할 수 있다.

## 해외 웹무비

### 작품 예시
- 카우보이의 노래

총 2시간 12분
무법자들의 세상으로 떠날 준비 됐는가? 미국 서부 개척 시대, 먼지 날리는 황량한 풍경 속에 예측할 수 없는 비극과 희극이 교차한다. 어디에 정착하든 끝까지 의심하라.
감독: 코엔 형제
출연진: 리암 니슨, 제임스 프랭코
- 로마

총 2시간 15분
멕시코시티 내 로마 지역을 배경으로, 한 중산층 가족의 젊은 가정부인 클레오(얄리차 아파리시오)의 시선을 따라 이야기는 흘러간다. 감독 자신을 키워낸 여성들에 대한 깊은 애정을 담은 이 작품은 1970년대 멕시코의 정치적 격랑 속에서 주인공들이 겪는 가정 내 불화와 사회적인 억압을 생생히 재현한다.
감독: 알폰소 쿠아론
출연진: 얄리차 아파리시오, 마리나 데 타비라
- 내가 사랑했던 모든 남자들에게

총 1시간 39분
지금까지 다섯 명. 짝사랑만 고수해온 라라 진. 그런데 어느 날, 그들에게 쓴 비밀 러브레터가 발송됐다. 어떻게? 그건 중요하지 않다. 어제의 라라 진은 사라졌으니까.
감독: 수잔 존슨
출연진: 라나 콘도르, 노아 센티네요
- 어쩌다 로맨스

총 1시간 28분
로맨스 영화를 믿지 않는 건축가. 머리를 다친 후 깨어보니, 로맨틱 코미디의 주인공이 되어 있다. 아름다운 세상이 악몽과도 같은 그녀. 정녕 해피 엔딩은 없는 걸까.
감독: 토드 스트라우스 슐슨
출연진: 레블 윌슨, 리암 헴스워스, 애덤 더바인
- 다른 하늘 아래 당신의 하늘, 나의 하늘

총 39분
홍콩에서 친구가 된 에나와 리리. 각각 홍콩과 일본에서 살아가고 있는 두 사람은 계속되는 힘든 상황 속에 좌절하는 날들을 보내고 있다. 서로 다른 하늘 아래 있지만 SNS를 통해 서로를 격려하는 두 친구. 하지만 마음 속 깊은 곳에는 서로에게도 말할 수 없는 비밀이 있다. 그러나 언제나 변함없이 맑은 하늘과 달콤한 초콜릿 '킷캣'은 새롭게 한 발을 내딛고 싶지만 망설이고 있는 두 청춘의 연결고리가 되어준다.
감독: 나가사와 마사히코
출연진: 강지영, 마츠카제 리사키

### 해외 웹무비 채널
해외 웹무비를 볼 수 있는 채널은 대표적으로 넷플릭스 오리지널 콘텐츠가 있다. 이 뒤를 따라잡는 채널로는 애플TV+ 오리지널 콘텐츠, 디즈니 플러스 오리지널 콘텐츠 등이 있다.
극장을 위협하는 OTT(Over The Top) 기업들의 스트리밍 서비스. 현재 그 최강자로 군림 중인 것이 넷플릭스다. 막대한 자본을 투여해 예능, 드라마, 영화 가릴 것 없이 수많은 자체 콘텐츠들을 생산한 넷플릭스는 2018년 3분기 기준 가입자 약 1억 3700만 명을 돌파했다. 세계 최대의 엔터테인먼트 기업인 디즈니는 이런 넷플릭스에게 도전장을 내밀었다.
디즈니는 자사의 ‘스타워즈’, ‘마블 시네마틱 유니버스’ 등의 콘텐츠들과 오리지널 콘텐츠를 제작해 스트리밍 서비스를 제공할 계획이다.
애플TV+는 프리뷰 영상으로 여러 오리지널 콘텐츠를 소개했다. 해당 영상 속에는 제니퍼 애니스톤, 제이슨 모모아, 헤일리 스타인펠드 등 쟁쟁한 출연진을 자랑하는 TV시리즈들이 스쳐갔다. 또한 스티븐 스필버그, M. 나이트 샤말란 등 화려한 이력의 감독들도 대거 합류해 막강한 라인업을 형성했다. 해외의 웹무비들은 OTT 기업들의 스트리밍 서비스를 통해 제공되고 있다.

## 전망
국제 다국어 및 다국어 연구 저널에 따르면, 새로운 미디어는 전자 통신을 통해 전 세계 사람들 사이의 거리를 줄였다고 한다. 이제 사람들은 언제 어디서나 서로 교류할 수 있다. 테리 플뢰는 자신의 저서 뉴미디어에서 "새로운 미디어 기술의 발전으로 세계화가 일어난다"고 썼다.
새로운 미디어는 정보기술 시대에 계속해서 발전할 것이다. 예를 들어, 콘텐츠는 청중이 행동하는 수동적인 물체에서 지적이고 반응적이며 반응적인 항목으로 바뀔 수 있다고 가디언지는 보도했다. 이 실시간 콘텐츠는 독자들, 청취자들, 시청자들에게 전달되는 것을 바꾸기 위해 청중을 "읽을" 수 있고 실시간 피드백을 사용할 수 있다. 가상현실 등 구체적인 기술도 새로운 미디어의 미래를 형성할 것으로 보인다.
영상콘텐츠 시장은 계속 커지고 있다. 그래서 개성 있는 기획으로 화제성을 높이는 등 콘텐츠 자체의 경쟁력을 갖추는 것이 가장 중요하다. 단순히 시청자들을 만족시키는 게 아니라 늘 세 발자국 앞에 나가서 감동을 주고, 놀라게 할 수 있는 콘텐츠가 필요한 것이다.

## 같이 보기
- 영화
- Pluginmanifesto
- 웹 시리즈

## 내용주
1. ↑  Kronschnabl, A & Rawlings, T, "Plug In & Turn On: A Filmmakers Guide to the Internet. London:Marion Boyars. 2004. http://www.plugincinema.com/plugin/about_us/plugin_book.htm 보관됨 2006-06-13 - 웨이백 머신
2. ↑  한국콘텐츠진흥원. [sitehomebos.kocca.kr/k_content/vol23/vol23_07.pdf “영화, 웹을 타고 날아오르다”] |url= 값 확인 필요 (도움말) (PDF).
3. ↑  “Interactivity in New Media Communication”.
4. ↑   'The Lord of the Rings' trailers can be found at – http://www.lordoftherings.net
5. ↑  '405 The Movie' can be found at - http://www.405themovie.com
6. ↑  The film Distance Over Time can be found on plugincinema.com - http://www.plugincinema.com/plugin/plugin_cinema/index.htm#f28 보관됨 2007-09-28 - 웨이백 머신
7. ↑  “특근 1~4화 풀버전”.
8. ↑  “[웹영화] 조선농민사전 1화 - 길 위에 서다”.
9. ↑  “[영화 인정]💜한국판 디즈니 영화 "Fairytale in Life" inspired by DISNEY(당신의 삶속에 동화를, director KIMDAX 2017ㅣ최초의 웹무비)”.
10. ↑  “'천의 얼굴' 그녀···구독자 50만 홀린 킴닥스”.
11. ↑  “구하라, 지일주 주연 웹무비 발자국소리 통합본”.
12. ↑  “[1화] 스타일리시 액션 모바일무비 <독고리와인드>”. 2019년 6월 19일에 원본 문서에서 보존된 문서.
13. ↑  “[웹무비] 숨길 수 없어요 -디렉터스 TV_주우재,이호정”.
14. ↑  “'숨길수없어요' 주우재-이호정, 특별출연한 유세윤도 참석!”.
15. ↑  “[웹무비] 개들의 침묵 2017 / 김뢰하,김성철,박세진”.
16. ↑  “개들의 침묵 (2017)”.
17. ↑  “[웹무비] 결혼식 2017 / 손호준,손석구,조혜주”.
18. ↑  “봉준호 감독 아들 효민, 손호준 주연 '결혼식'으로 감독 데뷔”.
19. ↑  “안나, 마리”.
20. ↑  ““독립영화·웹무비 감상하세요” 네이버, ‘V 스크린’ 채널 공개”.
21. ↑  “카우보이의 노래”.
22. ↑  “로마”.
23. ↑  “내가 사랑했던 모든 남자들에게”.
24. ↑  “어쩌다 로맨스”.
25. ↑  “다른 하늘 아래 당신의 하늘, 나의 하늘”.
26. ↑  “넷플릭스의 대항마! 디즈니 플러스가 선보일 콘텐츠들”.
27. ↑  “Expansion and Future of New Media”. 2020년 8월 6일에 원본 문서에서 보존된 문서.
28. ↑  “[아주초대석] 박태원 플레이리스트 대표, '구글 출신 드라마광'이 웹드라마 신화 이끈다”.